# 안용복

안용복이 표현된 조각상.

안용복(安龍福, 생몰년 미상, 조선말: 안룡복)은 조선 시대 17세기의 어부이자 능로군(能櫓軍)이다.

## 생애
안용복은 한성부에 사는 오충추(吳忠秋)의 사노비였는데, 부산 좌자천 1리 14통 3호(현재의 부산 동래구 좌천동)의 설이 있으며 동래군에서 태어났다는 설이 있다. 동래에는 대마도(쓰시마)와 무역을 할 수 있는 상인이 있었는데, 그들과 관련된 일을 하면서 일본어를 배웠으리라고 여겨진다.
17세기 말 당시 울릉도에는 아직 공도 정책이 실시중이어서 조선 사람이 살고 있지 않았다. 조선 태종은 1417년(태종 17년) 공도 정책을 실시해서 울릉도를 비롯한 많은 섬에 있는 백성을 모두 내륙 지방을 비롯한 한반도로 이주시켰다. 1614년(광해군 6년) 조정은 빈 섬에 일본인이 드나들지 못하도록 지시했다. 하지만 17세기후반에 60여년 동안 일본 어민들이 울릉도와 일본을 왔다갔다 하며 울릉도 바다에서 조업을 했다.
안용복은 1693년(숙종 19년) 동래 어민과 함께 울릉도에 고기를 잡으러 나갔다가 3월 일행인와 함께 일본인 어부들에게 납치되어 인슈로 끌려갔다. 돗토리번주 이케다 쓰나키요가 막부에 보고하자 막부는 그들을 설득하여 돌려보내라고 명령했다. 6월 30일 안용복 일행은 나가사키에 도착했다. 숙종실록에 따르면 안용복은 그가 호키국의 번주와 담판을 벌여서 막부는 안용복 등을 나가사키로 이송해 돌려보내라고 지시하면서 “울릉도는 일본의 영토가 아니다”(鬱陵島非日本界)라는 내용의 서계(書契)를 써주게 했다. 막부로부터 울릉도, 자산도가 조선령이라는 서계를 받아냈는데, 나가사키에서 쓰시마 후추번주에게 빼앗겼다고 주장했다.
대마도 번주는 안용복 일행 편에 다케시마 출어를 금지해 달라는 서찰을 보냈다. 조정은 대마도로 보낸 답변에서 독도와 죽도를 서로 다른 섬으로 표현했다. 대마도 번주는 독도릉도’라는 말을 싫어해서 그 표현을 지울 것을 조선 측에 주장했다. 한편 안용복의 심문에서 조정은 호키슈에서는 안용복을 잘 대해줬지만 대마도에서 책망한 점을 알아내고 대마도 번주의 행동이 에도 막부의 입장이 아니라는 것을 알고는 대마도 측 사절에게 막부에게 대마도 번주의 행동을 밝히는 서계를 보내겠다고 말해 사절을 승복시켰다. 영의정 남구만은 화답문을 고쳐서 울릉도와 죽도가 서로 같은 섬이라는 점을 분명히 하고 “일본인들이 조선 영토에 들어와 안용복 일행을 데려간 것은 실책”이라고 했다.
1695년 3월에 쓰시마 후추번주 소 요시쓰구가 죽고 동생이자 양자 소 요시미치가 쓰시마번주에 올랐다. 그는 막부와 만난 자리에서 울릉도에 관한 질문을 받고 사실대로 답하였다. 1696년 1월 28일 막부는 일본인들에게 울릉도 도해를 금지했다. 그해 봄 안용복은 울릉도로 다시 가서 어부들을 쫓아내(안용복의 진술) 오키섬으로 갔다. 그는 스스로를 울릉우산양도감세관(鬱陵于山兩道監稅官)이라 사칭하고 호키슈 번주와 만나 막부에게 대마도 번주의 죄에 관해서 상소할 것을 청하였다.
막부는 이듬해 울릉도 근처 출어를 금지하겠다는 사실을 대마도 번주를 통해서 공식으로 조선 측에 통보했다. 그 후 조선 철종 때까지 울릉도에 대한 분쟁이 있었다.

## 사후의 평가
- 안용복이 막부로부터 받았다고 하는 서계는 17세기 무렵 일본이 울릉도(와 그 부속 도서인 독도)가 자신의 영토가 아니라고 판단했다는 매우 중요한 증거다. 처음부터 의도한 것은 아니었지만, 결과적으로 이런 중대한 결정을 일개 어부인 안용복이 이끌어낸 것이었다. 한편, 일본 정부는 안용복에 대해 "조선을 대표하지 않는다", "진술에는 많은 모순"이라고 지적하고있다.[3]

- 이익은 성호사설 제3권에서 "안용복은 영웅호걸이라고 생각한다. 미천한 군졸로서 죽음을 무릅쓰고 나라를 위해 강적과 겨뤄 간사한 마음을 꺾어버리고 여러 대를 끌어온 분쟁을 그치게 했으며 한 고을의 토지를 회복했으니, 영특한 사람이 아니면 할 수 없는 일이다. 그런데 조정에서는 포상하지 않았을 뿐만 아니라 앞서는 형벌을 내리고 나중에는 귀양을 보냈으니 참으로 애통한 일이다"라고 상찬했다.
- 대한민국의 대통령 박정희는 1967년 1월 안용복기념사업회에 '국토를 수호한 공로는 사라지지 않을 것(國土守護, 其功不滅)'이라는 휘호를 기증했다.
- 울릉도에는 안용복을 기리는 안용복 장군 충혼비가 있다.
- 1967년 10월 안용복장군 기념사업회는 부산 수영사적공원 안에 안용복의 충혼탑을 세웠다.
- 시인 이은상은 '동해 구름밖에 한 조각 외로운 섬 / 아무도 내 땅이라 돌아보지 않을 적에 / 적굴 속 넘나들면서 저님 혼자 애썼던가 / 상이야 못 드릴망정 형벌 귀양 어인 말고 / 이름이 숨겨지다 공조차 묻히리까 / 이제와 군 봉하니 웃고 받으소서'라는 시를 바쳤다.
- 수영사적공원에는 2001년 3월에 수강사(守彊祠. 강역을 지켰다는 뜻)라는 사당과 동상이 추가로 세워졌다.[4]
- 2019년 안용복의 이야기를 담은 역사소설 "강치"가 출판됐다

## 같이 보기
- 독도안용복길